# Brachymeria lugubris
Brachymeria lugubris är en stekelart som först beskrevs av Walker 1871.  Brachymeria lugubris ingår i släktet Brachymeria och familjen bredlårsteklar. Inga underarter finns listade.